# Чирвоное Поле
Чирво́ное по́ле (бел. Чырвонае поле) — деревня в Бурковском сельсовете Брагинского района Гомельской области Белоруссии.

## География

### Расположение
В 17 км на северо-запад от Брагина, 22 км от железнодорожной станции Хойники (на ветке Василевичи — Хойники от линии Калинковичи — Гомель), 135 км от Гомеля.

## Транспортная сеть
Транспортные связи по просёлочной, затем автомобильной дороге Брагин — Хойники.
Планировка состоит из короткой прямолинейной меридиональной улицы, застроенной деревянными домами усадебного типа.

## История
Основана в начале 1920-х годов переселенцами из соседних деревень на бывших помещичьих землях. В 1930 году организован колхоз «Красное поле», работала кузница. Во время Великой Отечественной войны в мае 1943 года фашисты полностью сожгли деревню и убили 3 жителей. В 1959 году в составе колхоза «Красный Октябрь» (центр — деревня Микуличи).
После в 2009 году в составе бурковского сельсовета.
До 16 декабря 2009 года в составе Микуличского сельсовета.

## Население

### Численность
- 2021 год — 3 хозяйства, 4 жителя.

### Динамика
- 1940 год — 14 дворов, 98 жителей.
- 1959 год — 122 жителя (согласно переписи).
- 1985 год — 16 дворов 92 жителя.
- 2004 год — 10 хозяйств, 25 жителей.
- 2021 год — 3 хозяйства, 4 жителя.